# Port of Miami
Albums de Rick Ross
Trilla
(2008)
Singles
1. Hustlin'
Sortie : 6 juin 2006
2. Push It
Sortie : 17 mai 2006

Port of Miami est le premier album studio de Rick Ross, sorti le 8 août 2006.
L'album s'est classé 1er au Billboard 200 et au Top R&B/Hip-Hop Albums et a été certifié disque de platine par la Recording Industry Association of America (RIAA) le 28 janvier 2016.

## Liste des titres
| No  | Titre                                                                                | Contient un (des) sample(s) de                   | Durée |
| --- | ------------------------------------------------------------------------------------ | ------------------------------------------------ | ----- |
| 1.  | Intro                                                                                |                                                  | 0:24  |
| 2.  | Push It (Produit par J.R. Rotem)                                                     | Scarface (Push It to the Limit) de Paul Engemann | 3:28  |
| 3.  | Blow (featuring Dre – Produit par Cool & Dre)                                        |                                                  | 4:10  |
| 4.  | Hustlin' (Produit par The Runners)                                                   |                                                  | 4:14  |
| 5.  | Cross That Line (featuring Akon – Produit par Akon, Giorgio Tuinfort et C. Fournier) |                                                  | 4:33  |
| 6.  | I'm Bad (Produit par Kenny « K. Luck » Luckett)                                      | Theme from S.W.A.T. de Rhythm Heritage           | 3:53  |
| 7.  | Boss (featuring Dre – Produit par Cool & Dre)                                        |                                                  | 4:40  |
| 8.  | For da Low (Produit par Jazze Pha)                                                   |                                                  | 4:21  |
| 9.  | Where My Money (I Need That) (Produit par The Runners)                               |                                                  | 4:31  |
| 10. | Get Away (featuring Mario Winans – Produit par Mario Winans et Miykal Snoddy)        | Sometimes I Rhyme Slow de Nice & Smooth          | 4:06  |
| 11. | Hit U From the Back (featuring Rodney – Produit par The Runners)                     | Savoir Faire de Chic                             | 5:05  |
| 12. | White House (Produit par DJ Toomp)                                                   |                                                  | 4:01  |
| 13. | Pots and Pans (featuring JRock – Produit par JRock)                                  |                                                  | 4:35  |
| 14. | It's My Time (featuring Lyfe Jennings – Produit par The Runners)                     |                                                  | 4:15  |
| 15. | Street Life (featuring Lloyd – Produit par Big Reese et Jasper Cameron)              | Afterimage de Rush                               | 4:07  |
| 16. | Hustlin' Remix (featuring Jay-Z et Young Jeezy – Produit par The Runners)            |                                                  | 4:44  |
| 17. | It Ain't a Problem (featuring Triple C's – Produit par J. Venom)                     |                                                  | 3:47  |
| 18. | I'm a G (featuring Lil Wayne et Brisco – Produit par DJ Khaled)                      |                                                  | 4:15  |
| 19. | Prayer (Produit par JRock)                                                           |                                                  | 4:08  |

## Classements hebdomadaires
| Classement (2006)                   | Meilleure place |
| ----------------------------------- | --------------- |
| États-Unis (Billboard 200)          | 1               |
| États-Unis (Top R&B/Hip-Hop Albums) | 1               |

## Certifications
| Pays              | Certification | Unités certifiées |
| ----------------- | ------------- | ----------------- |
| États-Unis (RIAA) | Platine       | 1 000 000         |